# Scandolara Ravara
Scandolara Ravara (Scandulèra in dialetto cremonese) è un comune italiano di 1 280 abitanti della provincia di Cremona, in Lombardia.

## Origini del nome
L'origine del nome di Scandolara si presta ad una serie di possibilità tutte da dimostrare. Alcuni studiosi vedono la sua origine dal vocabolo celtico Scandola o Scandula, dal nome di un tipo di grano spontaneo presente in zona nell'antichità. Il nome potrebbe derivare anche dalle assicelle di legno, le Scandole, un tempo poste tra le travi e il tetto a sostenerne le tegole. Ma l'ipotesi che trova più prove a sua conferma è quella del vocabolo longobardo Scadan il cui significato è isola o terra vicina ad un corso d'acqua. Il nome è accostato non a caso ad un altro, Ravara, ovvero Riparia, sulle rive del fiume Po, di origine chiaramente latina. A confermare questa teoria l'esistenza nel cremonese di un'altra Scandolara, Ripa d'Oglio, posta su di un'antica strada che collegava Cremona a Brescia, su un passaggio tra le due sponde dell'Oglio, percorsa sicuramente da Longobardi. Oggi Scandolara Ripa d'Oglio si è discostata dall'alveo dell'Oglio che come nel caso del Po è cambiato nel corso dei secoli. Un altro punto a favore dell'origine longobarda del nome è la località Scandolara, frazione di Zero Branco, un paese nei pressi di Treviso che in epoca romana faceva parte del territorio di Altino. Anche qui il corso di un fiume, lo Zero che sbocca nella laguna di Venezia, sta a testimoniare il legame tra l'acqua e il termine Scandolara. Il paese inoltre presenta altre analogie con Scandolara Ravara in quanto, come tutta l'area nei pressi di Treviso, venne conquistato dai Longobardi solo nel 600, ben 40 anni dopo l'invasione Longobarda.

## Storia

### Epoca romana
In epoca romana le tombe e i cimiteri erano spesso posti lungo le vie più trafficate, ai bordi delle strade più importanti, affinché i cittadini di passaggio, i soldati, i mercanti potessero ammirare e salutare i monumenti funerari che testimoniavano il prestigio non solo dei defunti ma del luogo della loro sepoltura. La pietra di Ilumvio ci racconta che Scandolara era posta proprio lungo una di queste vie, forse l'antica via arginata del Po di cui parlano diversi autori antichi, che metteva in comunicazione Cremona con Brescello, l'antica Brixellium. In epoca romana il Po, che ha cambiato più volte il suo corso durante gli ultimi due millenni, passava a poca distanza da Scandolara.
La chiesa costruita intorno al 1100 sopra edifici ancora più antichi, potrebbe testimoniare l'esistenza di una strada che costeggiava il fiume, un antico argine che difendeva il territorio dal Po. Il tracciato che partiva da Cremona portava alla Chiesa Vecchia di Scandolara e proseguiva verso Casalmaggiore trova un'altra conferma nella chiesa di San Benedetto di Borgolieto, dove sono stati trovati a più riprese e vengono trovati ancora oggi manufatti, monete e tombe di epoca romana. Testimonianze di quell'epoca sono venute alla luce anche a Martignana, Agoiolo, Vicobellignano, segno di una discreta densità di popolazione del territorio. Ilumvio ci parla anche del fortissimo legame tra Scandolara e il suo fiume, l'antico Eridano da sempre percorso da intensi traffici fluviali che mettevano in comunicazione tramite gli importanti porti di Pavia e Cremona la pianura Padana con l'Adriatico e l'Oriente.
La probabile presenza degli etruschi, popolo dedito a traffici commerciali in ambito padano almeno dal VI secolo a.C., a Motta Baluffi, Scandolara, Gussola, è testimoniata da diversi reperti venuti alla luce a Torricella Parmigiana e lungo il corso del Taro, fiume che collegava l'ambito culturale ligure e tirrenico a quello padano e che un tempo sboccava nel Po nel tratto di fiume di fronte a Scandolara, Torricella del Pizzo e Gussola.
Scandolara Ripa di Po, il nome più antico del paese trasformato in epoca relativamente moderna in Riparia e poi in Ravara (dal dialetto cremonese Riparia = Ravéra) aveva molto probabilmente un ormeggio sul Po già attivo oltre 2000 anni fa. Le vie arginate, gli argini costruiti per la prima volta dagli Etruschi per regolare le acque del Po, servivano non solo a contenerne le piene ma a permettere la navigazione del fiume anche controcorrente, grazie al traino delle imbarcazioni che avveniva tramite buoi o cavalli. Ilumvio abitava in un villaggio dedito ai traffici e al commercio, un punto di passaggio così come testimonia la sua tomba costruita in un materiale, il granito, che si trova solo a centinaia di chilometri di distanza dalle sabbie e dalle argille del suolo della bassa cremonese.
Diversi studiosi sono concordi nel sostenere che l'altare funerario di Ilumvio è talmente simile ad altri ritrovati nella zona di Este (l'antica Ateste nei pressi di Padova) che potrebbe essere stato trasportato a Scandolara oppure riutilizzato. Inoltre la tribù a cui era iscritto Ilumvio, la Romilia, era la stessa dei legionari che dopo decenni passati a combattere per Roma avevano ottenuto in dono dallo Stato fertili terre ad Ateste dopo il 31 a.C. La mappa della pianura Padana mostra che Ateste era collegata con il territorio cremonese da ben due "autostrade" dell'antichità.
Una l'abbiamo già citata ed era il Po, un tempo molto più impetuoso di oggi visto che irrigazioni intensive, dighe e centrali idroelettriche non ne diminuivano la portata. L'altra era la Via Postumia, che da Cremona proseguiva con un'inclinazione verso sud est in direzione di Calvatone, passando a pochi chilometri da Scandolara.
La strada correva a mezz'ora a piedi da Scandolara Ravara e si raggiungeva a piedi passando da Castelponzone e poi proseguendo in direzione di Voltido. Un'altra strada passava per Casaletto di Sotto e Cingia de Botti. Molte delle strade di campagna, dei canali, i confini dei campi che ancora oggi possiamo vedere a Scandolara soprattutto verso Castelponzone, San Faustino e Caruberto, sono gli stessi disegnati dai romani. Arrivati nella bassa cremonese nel II secolo prima della nascita di Cristo, per conquistare il territorio abitato dai Celti, avevano diviso il territorio in tanti lotti regolari affidati poi a famiglie di coloni che avevano il compito di dissodarli e difenderli.
La più importante testimonianza scritta di come doveva essere Scandolara in quei tempi è di Tacito, uno dei più grandi storici di Roma. Dei suoi numerosi scritti, molti dei quali andati perduti, è rimasta intatta proprio una lunga parte che descrive la campagna cremonese. Fertilissima, ricca di vigne e di boschi era ambita da mercanti e coloni per la facilità di irrigazione del terreno e per l'ottima posizione. Un canale correva lungo la via Postumia facilitando i trasporti che avvenivano anche lungo il corso del fiume Oglio, mentre grandi boschi di querce avevano la meglio sui pioppi e gli olmi in un rapporto di 5:1:1. Tacito racconta anche di paludi, canali e acquitrini che caratterizzano da sempre le terre e la vita degli scandolaresi e di tutti i rivieraschi, impegnati nel duro lavoro di dissodamento e bonifica del terreno.
L'altare di Ilumvio potrebbe già essere stato a Scandolara quando nel 69 si combatté la prima battaglia di Bedriaco.
Il villaggio di Scandolara e quelli vicini non potevano rimanere estranei a quegli eventi che portarono morte e distruzione. 
I cremonesi, ci spiega Tacito, costruirono altari lungo tutte le strade e cercarono di seppellire le migliaia di morti che imputridivano di sangue il terreno.

### Scandolara longobarda
Il declino di Roma non interruppe del tutto la navigazione sul Po. Nel 450 d.C. circa era ancora attivo un servizio regolare di navigazione tra Pavia e Ravenna che durava 3 giorni di viaggio a favore di corrente. Il tragitto veniva coperto da navi cursorie, vere e proprie corriere natanti che potevano trasportare merci e persone. In quegli anni le vie d'acqua erano diventate molto più sicure di quelle di terra dove le scorrerie dei cavalieri barbari avevano di fatto interrotto le comunicazioni sulla Postumia. Sappiamo che nel 400 un folto gruppo di Sarmati, cavalieri provenienti dalle steppe dell'odierna Ucraina, venne stabilito dall'impero nei pressi di Cremona e Piacenza mentre gli Unni di Attila nel 430 d.C. circa saccheggiarono e incendiarono tutto il casalasco fermandosi più a lungo a Bedriacum, senza distruggerla completamente. Anche i Goti, un insieme di popoli nordici, passarono dalle terre di Scandolara che venne investita in pieno dal più grande dei conflitti che l'Italia avesse mai visto, la Guerra gotica nel VI secolo.
Al termine del conflitto una massa di popoli nomadi si trasferì in Italia: erano i Longobardi che conquistarono insieme a Gepidi e Avari quasi tutta la pianura Padana tranne Monselice, Cremona, Mantova e Padova difese da guarnigioni dell'esarcato bizantino di Ravenna. Anche Scandolara e tutto il Casalasco rimasero in mano ai bizantini mentre Milano, Bergamo, Verona e Brescia venivano occupate dagli invasori. Fino ai primi anni del VII secolo i Longobardi vennero respinti ma nel 605 un esercito proveniente da Verona e Brescia guidato dal re Agigulfo e ingrossato da numerosi alleati Avari conquistò gli ultimi possedimenti imperiali sul Po, popolati da migliaia di profughi fuggiti all'invasione 40 anni prima. Cremona, uno dei principali porti sul Po, venne distrutta e i suoi abitanti si rifugiarono tra le paludi e le isole del fiume. Alcuni si trasferirono nell'Oltrepò cremonese, oggi compreso nella provincia di Parma, fondando nuovi villaggi. 
La tradizione orale indica come frequenti i passaggi tra Scandolara e Motta Baluffi verso Roccabianca e la sponda parmigiana del Po controllata a lungo dai cremonesi.
Fino ai primi anni del Novecento i contadini scandolaresi utilizzarono antichi sentieri che si inoltravano nella golena di Motta passavano il Po grazie a barche o, negli anni di magra del fiume, a piedi attraverso un guado. Nello stesso punto durante la primavera del 1945, migliaia di tedeschi in fuga dal versante tirrenico attraverso la Val di Taro, cercarono di attraversare il Po in direzione di Verona e del Brennero.
Parlando della conquista longobarda del Cremonese, i documenti citano anche un castello chiamato Vulturina abbandonato dalla guarnigione bizantina e arresosi ai longobardi. Alcune fonti identificano Vulturina con l'abitato scomparso di Gussola, l'antica Vulturnia, fondata dagli etruschi di fronte alla foce del Taro e poi scomparsa, sommersa sotto metri di sabbia portata dalle alluvioni del Po. Scandolara entrò a far parte dei possedimenti longobardi di Brescia, così come molti altri paesi posti tra l'Oglio e il Po, diventando una proprietà del Monastero di Santa Giulia di Brescia, fondato dalla coppia ducale longobarda, e poi regia, Desiderio e Ansa. Il più vicino centro di potere longobardo però rimaneva la corte di Sospiro, sede di un duca longobardo. Uno dei rari documenti scritti di quell'epoca risale al 715 d.C., anno in cui il re longobardo Rotari firmava un trattato che regolava il commercio del sale tra Chioggia e Pavia. I commerci fluviali non si erano interrotti del tutto, ma non è nota la sorte di Scandolara. Nel 1030, oltre 400 anni dopo l'invasione, un certo Lanfrancus de Scandolaria cedeva al Vescovo di Cremona delle proprietà che aveva a Pieve Gurata (Gurada), Vidiceto (Vidixetum) e Cingia de' Botti (Cingla), luoghi legati da antiche strade a Scandolara Ravara. È una delle prime testimonianze scritte dell'esistenza di Scandolara. Nella pergamena Lanfranco specifica di vivere secondo le leggi e i costumi longobardi. La pergamena cita anche i nomi dei proprietari degli appezzamenti di terra confinanti, tutti di chiara origine longobarda come Rodeprandi, Arialdus, Liutefredi.

### Simboli
Lo stemma è stato concesso con regio decreto n. 699 del 1º aprile 1915.
Il gonfalone è un drappo di bianco.

## Monumenti e luoghi d'interesse

### Altare di Ilumvio
L'altare di Ilumvio è il più grande reperto archeologico di Scandolara Ravara esposto al pubblico.
Appare come un grosso blocco di granito con un buco in cima, rovinato dal tempo. Nel XIX secolo veniva utilizzato come acquasantiera nella Chiesa Vecchia di Scandolara.
Si tratta in realtà di un altare funerario romano. Più precisamente la tomba o meglio il contenitore delle ceneri di Ilumvio, cittadino romano abbastanza ricco da potersi permettere un altare funerario di una fattura non eccezionale ma comunque notevole per un villaggio come doveva essere Scandolara oltre 2000 anni fa.
L'altare è l'unica prova tangibile dell'esistenza proprio dove oggi sorge la Chiesa Vecchia, o nelle sue immediate vicinanze, di un cimitero romano. L'unico rimasto dei monumenti che dovevano adornarlo è la tomba di Ilumvio, salvata molto probabilmente per la sua forma, perfetta per contenere l'acqua santa con un recipiente scavato in cima e un'altezza che non superava il metro.
L'altare dopo il 1850 lasciava definitivamente Scandolara, venduto da un non meglio precisato prete a un antiquario per poi finire nella ricca Collezione di marmi Picenardi. La tappa successiva fu il museo archeologico di Milano, legittimo possessore dell'altare dal 1868 dove fu archiviato dallo storiografo Emilio Seletti che nel 1904 lo catalogò come: "Monumento funerario ritrovato nel villaggio di Scandolara Ravara, dov'era usato come acquasantiera e venduto alla Collezione Picenardi".
L'altare è un cilindro di granito a grana fine alto meno di un metro e decorato a rilievo. Le decorazioni sono di due tipi. I festoni, una specie di corona che raffigura delle foglie usata per decorare gli altari in epoca romana e molto simile alle corone di fiori che si possono vedere ancora oggi usate nei templi buddisti e induisti in Asia. L'altro elemento decorativo sono dei bucrani, particolari teste di bue, di toro o di caprone con corna pronunciate che raccolgono, stringendoli, i festoni. Il fregio è di gusto ellenistico e imita le corone vegetali che dovevano ornare altari sacri e funerari. Al centro, nella parte superiore la stessa usata come acquasantiera dagli scandolaresi per almeno sette secoli, troviamo un incavo che doveva raccogliere le ceneri del defunto. Sui bordi dell'incavo si vedono ancora i segni dei supporti metallici che avevano il compito di chiudere l'urna con un altro elemento di granito, un coperchio probabilmente a forma di pigna.
L'iscrizione che si legge sull'altare è questa: Ilumvius Q(uinti) F(ilius) Rom(ilia tribu). Ilumvio, figlio di Quinto, iscritto alla Tribù Romilia. È molto particolare. Non occupa lo spazio consueto ma si dispone negli spazi liberi, ricorda il titolare del monumento che ha un nome incerto e sommario. Sembra infatti privo del praenomen, con un nome di famiglia unico in tutto il mondo romano. Tuttavia nella scritta, molto deteriorata, viene posta in evidenza la tribù di appartenenza per dimostrare la sua condizione di cittadino libero. I bucrani sono decorazioni altamente simboliche legate al ciclo della vita e alla sua rigenerazione. Legati ai riti di sacrificio dei tori e dei buoi agli Dei sono diffusi in tutta l'area mediterranea e presentano forti legami con il culto della Dea Madre, praticato a partire dal Neolitico per millenni e soppresso con l'avvento del Cristianesimo, che trovava proprio nelle campagne i suoi più acerrimi oppositori.

### Chiesa Vecchia

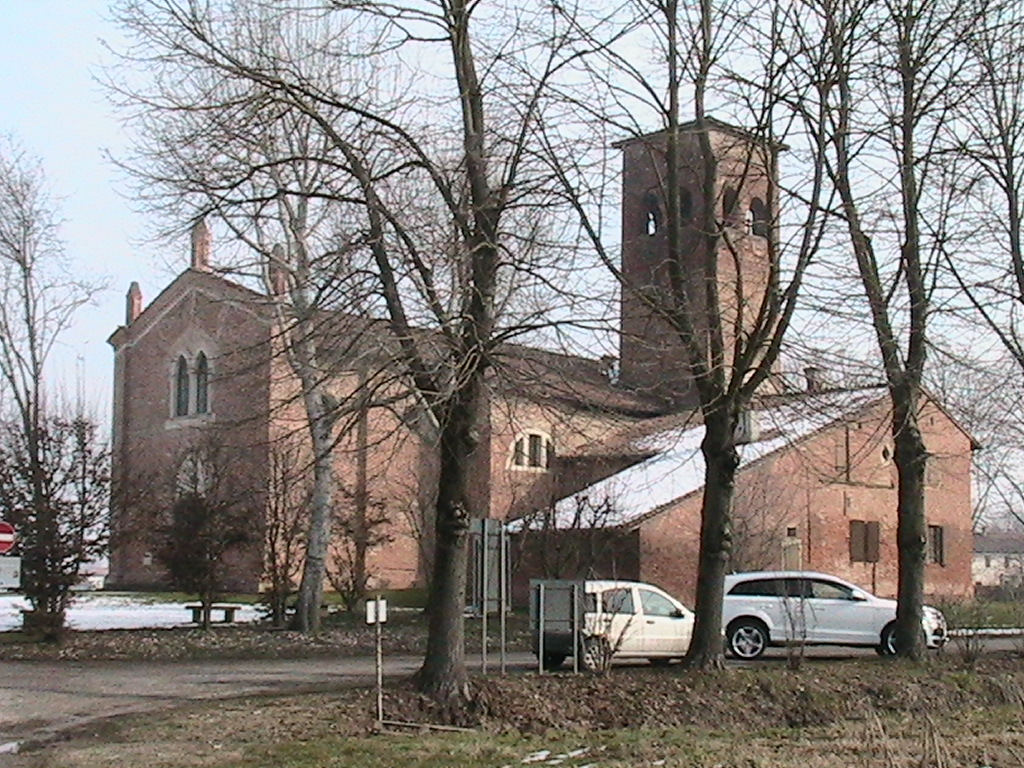
La Chiesa Vecchia

La Chiesa Vecchia (Ceesa Vécia in dialetto), dedicata alla Madonna della Pace, oltre che essere il luogo di origine della pietra di Ilumvio, è insieme a Castelponzone uno dei luoghi più carichi di suggestione storica del territorio Scandolarese. L'antichità del sito, oltre 2000 anni, è dimostrata da diversi fattori primo tra tutti l'altare funerario di Ilumvio. Non sono mai stati fatti scavi archeologici all'interno della chiesa che è stata costruita intorno al 1100 su un sito sicuramente più antico. La torre di fianco alla chiesa è riconosciuta come più antica e solo successivamente alla costruzione della chiesa venne trasformata in un campanile. La data della sua fondazione potrebbe essere collegata alla ricostruzione di torri e castelli successiva alla cruenta incursione dei cavalieri Ungari nel 900 d.C., ultima scorreria da parte di popoli nomadi di cui siamo a conoscenza nella pianura padana. Il sito testimonia una sorprendente continuità di frequentazione lunga oltre due millenni, che è ruotata intorno alla sua struttura. Una forte tradizione orale risalente a fonti dirette di persone nate nella prima metà dell'Ottocento, è concorde nell'indicare sotto la stessa pavimentazione della chiesa la sepoltura di migliaia di morti, identificando quel preciso luogo come tradizionalmente legato al culto dei morti e quindi sacro. L'importanza della chiesa non viene meno nemmeno in epoche più recenti come testimoniato dal dipinto esistente al suo interno, datato intorno al 1450, che la raffigura collegata a un altro edificio a fianco della sua costruzione, oltre alla strada. Quel terreno è da sempre noto agli scandolaresi con il nome del Castlas, ovvero il grande castello che insieme alla chiesa doveva costituire un'opera di difesa con un'entrata sulla strada. L'autore ha inoltre dipinto a poca distanza della chiesa il fiume, o meglio il paesaggio delle sue rive descrivendo minuziosamente le piante selvatiche fiorite e la sabbia così come possiamo vederle nelle immediate vicinanze del fiume. Ma la Geesa Vécia è anche la protagonista di una serie di storie che testimoniano la sua importanza nella cultura popolare di Scandolara. Un racconto orale risalente al 1932 narra di una delle ultime alluvioni del Po avvenuta 60 anni prima, nel 1870: 
Un'altra storia invece ha i contorni di un'antica leggenda piuttosto che di un fatto successo realmente. Ma è importante perché, nelle sue varie versioni, dimostra l'importanza della Chiesa Vecchia nell'immaginario degli Scandolaresi: 

### Chiesa parrocchiale
Costruita nel Seicento, era un tempo sede di un vicariato foraneo.

## Società

### Evoluzione demografica
Abitanti censiti

## Infrastrutture e trasporti
Tra il 1888 e il 1954 Scandolara Ravara era servita da una stazione della tranvia Cremona-Casalmaggiore, gestita in ultimo dalla società Tramvie Provinciali Cremonesi.